# Córrego da Onça
Der Córrego da Onça ist ein etwa 16 km langer linker Nebenfluss des Rio Ivaí im Nordwesten des brasilianischen Bundesstaats Paraná.

## Etymologie
Onça ist der brasilianische Bezeichnung des Jaguars. Córrego bedeutet Bach. Es handelt sich also um den Jaguarbach.

## Geografie

### Lage
Das Einzugsgebiet des Córrego da Onça befindet sich auf dem Terceiro Planalto Paranaense (Dritte oder Guarapuava-Hochebene von Paraná).

### Verlauf
Sein Quellgebiet liegt im Munizip Icaraíma auf 341 m Meereshöhe etwa 4 km nördlich der Ortschaft Vila Nova da Esperança in der Nähe der PR-082.
Der Fluss verläuft in nördlicher Richtung. Er mündet auf 235 m Höhe von links in den Rio Ivaí. Er ist etwa 16 km lang.

### Munizipien im Einzugsgebiet
Der Córrego da Onça verläuft vollständig innerhalb des Munizips Icaraíma.